# Sanjay Rana
Sanjay Rana, também conhecido simplesmente como Sanjay (5 de maio de 2001), é um jogador de hóquei sobre a grama indiano.

## Carreira
Sanjay vem da aldeia de Dabra, perto de Hisar, em Haryana. Ele jogou por Chandigarh em seus primeiros anos como júnior, mas depois representou o estado de Haryana nos eventos nacionais. De 2011 a 2017, ele treinou na Chandigarh Hockey Academy. Ele é ex-aluno da Chandigarh University.
Nos Jogos Olímpicos de Verão de 2024, em Paris, conquistou a medalha de bronze no torneio masculino do hóquei sobre a grama, após vencer confronto contra a equipe espanhola por 2–1.